# Bunjevačko kolo
Bunjevačko kolo bunjevačkohrvatski omladinski književni časopis za kulturu, kojega u Subotici 1933. godine, s grupom istomišljenika pokreće Balint Vujkov. Nakana im je, kako u proslovu ističu, da ovim glasilom: «produžimo prikinutim ali svitlim tragom naših starih nacionalnih radnika i napridnjaka» (Naša prva rič - Bunjevačko kolo, I., sv. I., 1.). Urednici i suradnici  Bunjevačkog kola zagovarali su i poticali uporabu bačke bunjevačke ikavice i publiciranje sakupljene bunjevačke i šokačke pučke predaje, te je tako Bunjevačko kolo u programsko-deklarativnom i idiomatsko-sadržajnom pogledu, uistinu prvi međuratni, moderno postavljen hrvatski književni časopis u Subotici i Bačkoj. Pjesnik i publicist Lazar Stipić, propratio je pojavu Bunjevačkog kola u svom listu Naše slovo, tvrdnjom da će, zapravo, ovaj omladinski časopis nastaviti s uređivačkom politikom Nevena od prije Prvog svjetskog rata. Budući da pokretač i suurednici Bunjevačkog kola, napose Franjo Bašić, Jovan Mikić, Marko Peić, Blaško Vojnić Hajduk i Julije Tumbas, nisu skrivali osjetljivost prema socijalnim pitanjima, te svoja protufašistička, protunacistička i proturatna stajališta, neistomišljenici - mahom okupljeni u Subotičkim novinama - optužit će ih za ljevičarenje, pripisujući im čak marksističko-komunistički pogled na svijet, što je ne samo pretjerano, već najblaže rečeno - daleko od istine. Krajem 1935. i početkom 1936. godine nekoliko brojeva Bunjevačkog kola uredili su Marko Peić i Blaško Vojnić Hajduk.
Izdavači su bili: Albe Rudinski, Julije Tumbas i dr Lazar Matijević.

## Poznatiji suradnici
Franjo Bašić, Gustav Brešćanski, Mladen Bošnjak, Janko Grbić, Stanko Govorković, K. Horvacki, Bariša Ivanović, Ante Jakšić, Stevan Kolar, Vladislav Kopunović, Bora Kovačević, Bartul Kujundžić, Lazar Matijević, Jovan Mikić, Vasa Stajić, Bartul Stipić, Lazar Stipić, Joso Šokčić, Lazo Tonković, Zora Topalović, Julije Tumbas, Blaško Vojnić Hajduk, Antun Vojnić Purčar, Josip Vuković Đido i drugi.